# José Augusto Bezerra
José Augusto Bezerra (Alto Santo, 1 de junho de 1948), é um administrador, empresário, bibliófilo e membro da Academia Cearense de Letras.

## Biografia
Apaixonado pelos livros, José Augusto Bezerra foi o fundador e primeiro Presidente da Associação Brasileira de Bibliófilos. É Presidente do Instituto do Ceará e Membro da Academia Cearense de Língua Portuguesa e Academia Fortalezense de Letras. Cearense de Alto Santo, entre outros afazeres, dedicou a vida à formação de uma importante biblioteca. Uma história que começou aos 11 anos de idade. Filho de Américo Bezerra Cunha e Maria Joviana Bezerra, casou-se aos 19 anos com Maria Bernadete de Oliveira Bezerra.
É pai de 4 filhos e tem 5 netos. Dois anos depois, entra para a Phillips do Brasil, onde passa mais de duas décadas e teve o trabalho reconhecido com 8 medalhas de ouro. Formado em Administração de Empresas pela Universidade Federal do Ceará, o executivo de sucesso também foi orador, palestrante e líder no Serviço Voluntário. Escreveu diversos ensaios para importantes antologias e revistas nacionais. É autor de vários livros, sendo o primeiro deles “O Espírito do Sucesso”, um romance épico lançado em 2004. Criou o Memorial Rachel de Queiroz, e a Medalha Cultural José Mindlin, da Associação Brasileira de Bibliófilos.

## Bibliofilia
Realizou várias exposições de livros, edições raras, além de ter organizado a feira do sebo e encontros nacionais de bibliófilos. Entre outras atividades realizadas na área cultural, estão a conclusão do Memorial Barão de Studart; criação de hemeroteca com jornais dos séculos XIX e XX, do Ceará, considerada uma das melhores do Nordeste; criação do laboratório de restauração e encadernação de obras raras do Instituto do Ceará.
A vasta biblioteca do agraciado é consultada por inúmeros intelectuais e foi visitada por estudiosos como Aurélio Buarque de Holanda e Gilberto Freyre. A biblioteca reúne 27.000 volumes raros e tem coleções expressivas em várias áreas do conhecimento: literatura infantil, língua tupi-guarani, manuscritos sobre o Brasil e primeiras edições de grandes escritores brasileiros. Possui o maior conjunto de dicionários do Brasil, e uma coletânea única de correspondências e primeiras edições das obras de José de Alencar. Tem ainda os maiores acervos do país de livros sobre oratória e, particularmente, sobre o Ceará. Arquivos importantíssimos, organizados e cuidados por um bibliófilo de vocação.

## Obras
- Uma história do Brasil em manuscritos (2011),
- A Impressão Régia no Brasil e no Ceará,[13]

## Homenagens
- Recebeu do Grupo Edson Queiroz o Troféu Sereia de Ouro.[14]
- Agraciado com o título de Cidadão Mauritiense,[15]
- Agraciado com o título de Cidadão Iracemense,[16]
- Recebeu o título de Doutor Honoris Causa da UFC.[17]